# Anouschka (Lied)
Anouschka war der deutsche Beitrag zum Eurovision Song Contest 1967, in deutscher Sprache von Inge Brück gesungen.

## Entstehung und Inhalt
Anouschka wurde von Hans Blum komponiert. Das Lied ist eine Ballade, in der Brück einer Freundin („kleine Anouschka“) erzählt, dass „er“ – offenbar ein ehemaliger Liebhaber – früh genug zu ihr zurückkehren wird und dass sie nicht weinen sollte.

## Grand Prix
Der Song wurde am Abend des Grand Prix an neunter Stelle aufgeführt, nach Fredi aus Finnland mit Varjoon – suojaan und vor Louis Neefs aus Belgien mit Ik heb zorgen. Hans Blum dirigierte selbst. Das Lied erreichte mit sieben Punkten Platz acht von 17 Teilnehmern.

## Coverversion
Eine Coverversion wurde 1969 von Alexandra mit dem Titel Kleine Anouschka veröffentlicht.